# Jérémie Janot
Jérémie Janot (Valenciennes, 11 oktober 1977) is een Frans voormalig voetballer die dienstdeed als doelman. Hij sloot zijn carrière af bij Le Mans. Daarvoor stond hij 16 seizoenen lang in het doel bij Saint-Étienne, waar hij uitgroeide tot een publiekslieveling.

## Clubcarrière
Janot brak in 1996 door bij Saint-Étienne, waar hij in totaal 16 seizoenen zou spelen. Hij brak een record door 1534 minuten lang geen enkel doelpunt tegen te krijgen. Tijdens het seizoen 2006/07 werd hij door de Franse sportkrant L'Équipe uitgeroepen tot doelman van het jaar. In 2011 haalde Saint-Étienne Stéphane Ruffier weg bij AS Monaco, waardoor Janot op de bank belandde. In mei 2012 werd hij uitgeleend aan Lorient.
Janot tekende in augustus 2012 een driejarig contract bij Le Mans, maar stopte een jaar later met voetballen.